# Caserma Castro Pretorio
Die Caserma Castro Pretorio ist eine Kaserne der italienischen Streitkräfte in Rom. Sie wird auch Caserma Macao genannt. Sie befindet sich am Viale Castro Pretorio 123 an der gleichnamigen Metrostation.

## Geschichte
Die Kaserne liegt im Stadtteil Castro Pretorio, an der Stelle der antiken Castra praetoria, in denen einst die Prätorianergarde untergebracht war. Aus diesem Grund wird die Caserma Castro Pretorio in Italien manchmal als älteste noch immer militärisch genutzte Kaserne oder Militäreinrichtung bezeichnet, obwohl das heutige Bauwerk aus der zweiten Hälfte des 19. Jahrhunderts stammt.
Der heutige Stadtteil Castro Pretorio wurde erst im 17. Jahrhundert wiederbesiedelt. Vor Ort ließen sich damals Jesuiten nieder, die von einer Mission aus dem Fernen Osten, unter anderem aus Macau, zurückgekehrt waren und beschlossen, ihre Siedlung nach der portugiesischen Kolonie in China zu benennen. Neben der üblichen italienischen Schreibweise Macao kam auch die Schreibweise Maccao vor. Im Volksmund und auch in der Soldatensprache überwiegt bis heute der Begriff Caserma Macao. Diese Bezeichnung wird immer wieder auch in amtlichen Dokumenten und Internetseiten verwendet, obwohl die offizielle Bezeichnung Caserma Castro Pretorio auch am Kaserneneingang zu sehen ist.

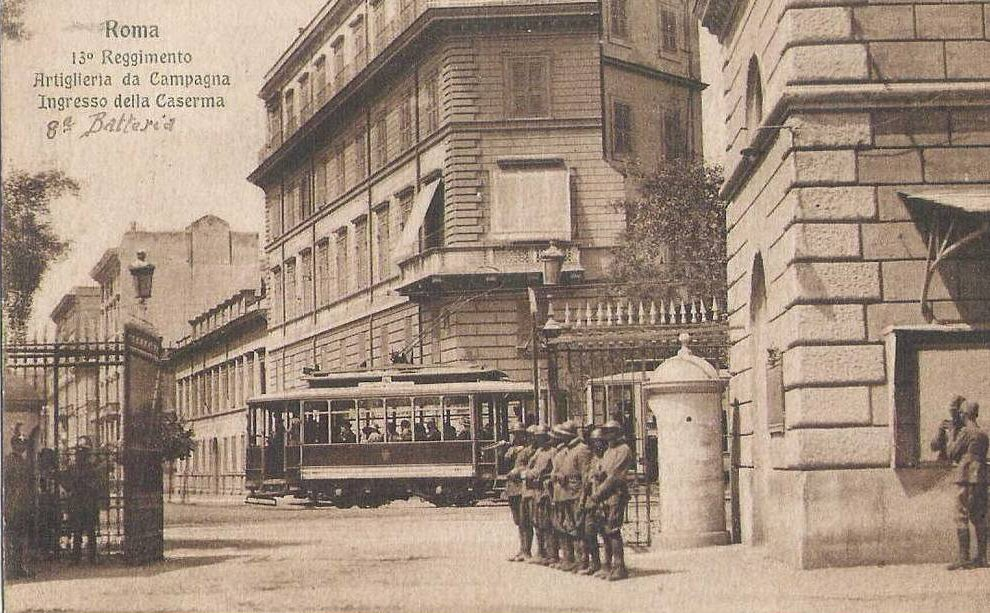
Ehemaliger Kaserneneingang

Im Jahr 1881 beschloss das italienische Parlament, in Rom eine Reihe von neuen Kasernen zu bauen, darunter eine Artillerie- und Kavalleriekaserne am Standort des römischen Prätorianerlagers. Verbände dieser beiden Truppengattungen nutzten die Kaserne bis zum Zweiten Weltkrieg, darunter das 13. Feldartillerieregiment und das 2. Kavallerieregiment Piemonte Cavalleria. In den 1960er Jahren mussten im Süden große Teile der Kasernenanlage abgegeben werden, um dort Platz für den Bau der Nationalbibliothek zu schaffen.

## Heutige Nutzung
In der Kaserne befindet sich der Stab des gemischten Unterstützungsverbandes Raggruppamento logistico centrale. Einheiten dieses Verbandes befinden sich sowohl in der Caserma Castro Pretorio, als auch in anderen Kasernen und sonstigen Einrichtungen in Rom. Diese Einheiten unterstützen auf verschiedene Weise das Verteidigungsministerium und den Generalstab. Die Kaserne dient zusammen mit der benachbarten Villa Pio IX (oder Caserma Pio IX) auch als Unterkunft für Soldaten, die im Verteidigungsministerium oder jedenfalls bei militärischen Dienststellen in Rom tätig sind. Die Villa Pio IX wird regelmäßig von Politikern und hohen Beamten als Unterkunft benutzt, obwohl sie Soldaten vorbehalten ist. In der Villa befindet sich unter anderem ein Offizierskasino.
Auf dem Kasernenhof empfangen das Verteidigungsministerium und der Generalstab manchmal hochrangige Gäste mit militärischen Ehren. Der Kasernenhof wird auch als Hubschrauberlandeplatz (⊙) genutzt, wegen des benachbarten Universitätsklinikums Policlinico Umberto I auch von zivilen Rettungshubschraubern, aber auch von Hubschraubern der italienischen Regierung. Für einige Kabinettsmitglieder, insbesondere für den Ministerpräsidenten, ist dieser der nächstgelegene Hubschrauberlandeplatz, sofern man nicht zum Flughafen Rom-Ciampino gefahren werden will. In der Nähe der Kaserne befinden sich zwei weitere Hubschrauberlandeplätze: Der Staatspräsident hat beim Quirinalspalast einen eigenen (kaum genutzten und für Kabinettsmitglieder nicht vorgesehenen) Helipad (⊙), ein weiterer befindet sich auf dem Dach des Palazzo Aeronautica (⊙), dem Sitz des Luftwaffengeneralstabs.